# Giải thưởng Nghệ thuật Baeksang lần thứ 57
Lễ trao giải Giải thưởng Nghệ thuật Baeksang lần thứ 57 (tiếng Hàn: 제57회 백상예술대상) do Ilgan Sports và JTBC Plus tổ chức, buổi lễ trao giải được tổ chức tại KINTEX, Ilsanseo-gu, tỉnh Gyeonggi vào ngày 13 tháng 5 năm 2021, lúc 21:00 (KST). Shin Dong-yup và Bae Suzy đóng vai trò là người dẫn chương trình tại buổi lễ trao giải, buổi lễ được phát sóng trực tiếp tại Hàn Quốc bởi JTBC và ở những khu vực lãnh thổ khác bên ngoài Hàn Quốc trên nền tảng TikTok. Do ảnh hưởng của đại dịch COVID-19 ở Hàn Quốc, sự kiện này diễn ra mà không có khán giả tham dự tại chỗ. Là một trong những lễ trao giải thường niên và danh giá nhất của Hàn Quốc, nhằm tôn vinh những cá nhân, đội ngũ, tác phẩm xuất sắc nhất trong lĩnh vực điện ảnh, truyền hình và sân khấu.
Các đề cử được công bố vào ngày 12 tháng 4 năm 2021 thông qua trang web chính thức. Tất cả các tác phẩm phát hành trong khoảng thời gian từ ngày 1 tháng 5 năm 2020 đến ngày 11 tháng 4 năm 2021 đều đủ điều kiện để nhận được đề cử. Những ứng viên cuối cùng cho hạng mục Daesang – Truyền hình là nghệ sĩ tạp kỹ Yoo Jae-suk và bộ phim truyền hình Vượt ra tội ác.
Deasang, giải thưởng cao quý nhất của đêm trao giải này đã được trao cho đạo diễn của bộ phim The Book of Fish, Lee Joon-ik trong lĩnh vực điện ảnh và nghệ sĩ Yoo Jae-suk trong lĩnh vực truyền hình. Tác phẩm giành được nhiều giải thưởng nhất trong lễ trao giải năm nay thuộc về bộ phim Vượt ra tội ác, trong số ba giải thưởng mà bộ phim đã mang về, trong đó có giải Phim truyền hình xuất sắc nhất, trong khi Điên thì có sao đem về cho mình được hai giải thưởng. Ở lĩnh vực điện ảnh, Voice of Silence và Moving On đều giành được hai giải thưởng cho mỗi phim, còn Samjin Company English Class với một giải thưởng, bộ phim đã được xướng tên trong hạng mục Phim điện ảnh xuất sắc nhất.

## Đề cử và đoạt giải
- Tác phẩm và người đoạt giải được liệt kê ở đầu danh sách và được in đậm.[7]
  - Các đề cử.[8][9]

### Điện ảnh
| Daesang | Phim điện ảnh xuất sắc nhất |
| - Lee Joon-ik (đạo diễn) – The Book of Fish | - Samjin Company English Class - Moving On - Ác quỷ đối đầu - Voice of Silence - The Book of Fish |
| Đạo diễn xuất sắc nhất | Đạo diễn mới xuất sắc nhất |
| - Hong Eui-jeong – Voice of Silence - Hong Won-chan – Ác quỷ đối đầu - Lee Jong-pil – Samjin Company English Class - Lee Joon-ik – The Book of Fish - Yoon Dan-bi – Moving On                                                                                               | - Yoon Dan-bi – Moving On - Park Ji-wan – The Day I Died: Unclosed Case - Lee Chung-hyun – Cuộc gọi - Lim Sun-ae – An Old Lady - Hong Eui-jeong – Voice of Silence |
| Nam diễn viên chính xuất sắc nhất | Nữ diễn viên chính xuất sắc nhất |
| - Yoo Ah-in – Voice of Silence trong vai Tae-in - Byun Yo-han – The Book of Fish trong vai Chang Dae - Sol Kyung-gu – The Book of Fish trong vai Jeong Yak Jeon - Lee Jung-jae – Ác quỷ đối đầu trong vai Ray - Cho Jin-woong – Me and Me trong vai Park Hyung-goo          | - Jeon Jong-seo – Cuộc gọi trong vai Oh Young-sook - Go Ah-sung – Samjin Company English Class trong vai Lee Ja-yeong - Kim Hye-soo – The Day I Died: Unclosed Case trong vai Hyeon-soo - Moon So-ri – Three Sisters trong vai Mi-yeon - Ye Soo-jung – An Old Lady trong vai Shim Hyo‑jeong |
| Nam diễn viên phụ xuất sắc nhất | Nữ diễn viên phụ xuất sắc nhất |
| - Park Jung-min – Ác quỷ đối đầu trong vai Yui - Koo Kyo-hwan – Bán đảo Peninsula trong vai Captain Seo - Shin Jung-geun – Steel Rain 2: Summit trong vai Jang Ki-sok - Yoo Jae-myung – Voice of Silence trong vai Chang-bok - Heo Joon-ho – Innocence trong vai Mayor Choo | - Kim Sun-young – Three Sisters trong vai Hee-sook - Bae Jong-ok – Innocence trong vai Chae Hwa-ja - Lee Re – Bán đảo Peninsula trong vai Jooni - Esom – Samjin Company English Class trong vai Jung Yoo-na - Lee Jung-eun – The Day I Died: Unclosed Case trong vai Suncheondaek           |
| Nam diễn viên mới xuất sắc nhất | Nữ diễn viên mới xuất sắc nhất |
| - Hong Kyung – Innocence trong vai Jung-soo - Kim Do-yoon – Bán đảo Peninsula trong vai Chul-min - Ryu Soo-young – Steel Rain 2: Summit trong vai Captain Baek Doo-ho - Park Seung-joon – Moving On trong vai Dong-joo - Lee Bong‑geun – The Singer trong vai Hak Gyoo      | - Choi Jung-woon – Moving On trong vai Ok-joo - Park So-yi – Ác quỷ đối đầu trong vai Yoo-min - Shin Hye-sun – Innocence trong vai Ahn Jung-in - Jang Yoon-ju – Three Sisters trong vai Mi-ok - Krystal Jung – Mẹ bầu siêu ngầu trong vai To-il                                             |
| Biên kịch xuất sắc nhất | Thành tựu kỹ thuật xuất sắc nhất |
| - Park Ji-wan – The Day I Died: Unclosed Case - Kim Se-kyum – The Book of Fish - Yoon Dan-bi – Moving On - Lee Jong-pil – Samjin Company English Class - Hong Eui-jeong – Voice of Silence                                                                                  | - Jeong Seong-jin, Jong Chol-min (VFX) – Con tàu Chiến Thắng - Lee Eui-tae (Quay phim) – The Book of Fish - Lee Jeon-hyeong, Choi Jae-cheon, Jung Hwang-su (VFX) – Bán đảo Peninsula - Jang Geun-young (Art) – Con tàu Chiến Thắng - Hong Kyung-pyo (Quay phim) – Ác quỷ đối đầu            |

#### Phim điện ảnh giành nhiều danh hiệu nhất
Các bộ phim sau đây đã giành được nhiều giải thưởng nhất:
| Giải thưởng | Phim điện ảnh    |
| ----------- | ---------------- |
| 2           | Moving On        |
| 2           | Voice of Silence |

#### Phim điện ảnh nhận được nhiều đề cử nhất
Các bộ phim sau đây đã nhận được nhiều đề cử nhất:
| Đề cử | Phim điện ảnh                 |
| ----- | ----------------------------- |
| 6     | Ác quỷ đối đầu                |
| 6     | Moving On                     |
| 6     | The Book of Fish              |
| 6     | Voice of Silence              |
| 5     | Samjin Company English Class  |
| 4     | Innocence                     |
| 4     | The Day I Died: Unclosed Case |
| 4     | Bán đảo Peninsula             |
| 3     | Three Sisters                 |
| 2     | An Old Lady                   |
| 2     | Cuộc gọi                      |
| 2     | Steel Rain 2: Summit          |
| 2     | Con tàu Chiến Thắng           |

### Truyền hình
| Daesang | |
| Yoo Jae-suk (nghệ sĩ tạp kỹ) Vượt ra tội ác (drama) (JTBC) | |
| Phim truyền hình xuất sắc nhất | Đạo diễn xuất sắc nhất |
| - Vượt ra tội ác (JTBC) - Điên thì có sao (tvN) - Hoa của quỷ (tvN) - Gia đình xa lạ (tvN) - Hoạt động ngoại khóa (Netflix) | - Kim Cheol-kyu – Hoa của quỷ - Kwon Young-il – Gia đình xa lạ - Kim Hee-won – Vincenzo - Park Shin-woo – Điên thì có sao - Shim Na-yeon – Vượt ra tội ác |
| Chương trình giải trí xuất sắc nhất | Chương trình giáo dục xuất sắc nhất |
| - Hangout with Yoo (MBC) - The Three Ants (KakaoTV) - Sing Again (JTBC) - You Quiz on the Block (tvN) - The Stage of Legends - Archive K (SBS) | - Archive Project - Modern Korea (mùa 2) (KBS) - Architectural Exporation - House 3 (EBS) - A Tied Tail's Story (SBS) - Curious Class (JTBC) - Battle of the Century: AI vs. Human (SBS) |
| Nam diễn viên chính xuất sắc nhất | Nữ diễn viên chính xuất sắc nhất |
| - Shin Ha-kyun – Vượt ra tội ác trong vai Lee Dong-sik - Kim Soo-hyun – Điên thì có sao trong vai Moon Gang-tae - Song Joong-ki – Vincenzo trong vai Vincenzo Cassano - Um Ki-joon – Cuộc chiến thượng lưu trong vai Joo Dan-tae / Mr Baek - Lee Joon-gi – Hoa của quỷ trong vai Baek Hee-sung / Do Hyun-soo                      | - Kim So-yeon – Cuộc chiến thượng lưu trong vai Cheon Seo-jin - Kim So-hyun – Sông đón trăng lên trong vai Công chúa Pyeonggang / Yeom Ga-jin / Queen Yeon - Seo Yea-ji – Điên thì có sao trong vai Ko Moon-young - Shin Hye-sun – Chàng hậu trong vai Kim So-yong, Queen Cheorin - Uhm Ji-won – Tập tành làm mẹ trong vai Oh Hyun-jin |
| Nam diễn viên phụ xuất sắc nhất | Nữ diễn viên phụ xuất sắc nhất |
| - Oh Jung-se – Điên thì có sao trong vai Moon Sang-tae - Kim Seon-ho – Khởi nghiệp trong vai Han Ji-pyeong - Kim Ji-hoon – Hoa của quỷ trong vai Baek Hee-sung - Lee Hee-joon – Mouse: Kẻ săn người trong vai Go Moo-chi - Choi Dae-hoon – Vượt ra tội ác trong vai Park Jung-je                                                  | - Yeom Hye-ran – Nghệ thuật săn quỷ và nấu mì trong vai Choo Mae-ok - Park Ha-sun – Tập tành làm mẹ trong vai Cho Eun-jeong - Shin Eun-kyung – Cuộc chiến thượng lưu trong vai Kang Ma-ri - Jang Young-nam – Điên thì có sao trong vai Park Haeng-ja - Cha Chung-hwa – Chàng hậu trong vai Court Lady Choi                             |
| Nam diễn viên mới xuất sắc nhất | Nữ diễn viên mới xuất sắc nhất |
| - Lee Do-hyun – Trở lại tuổi 18 trong vai Hong Dae-young (thời trẻ) / Go Woo-young - Kim Young-dae – Cuộc chiến thượng lưu trong vai Joo Seok-hoon - Na In-woo – Sông đón trăng lên trong vai On Dal - Nam Yoon-su – Hoạt động ngoại khóa trong vai Kwak Ki-tae - Song Kang – Sweet Home: Thế giới ma quái trong vai Cha Hyun-soo | - Park Ju-hyun – Hoạt động ngoại khóa trong vai Bae Gyu-ri - Kim Hyun-soo – Cuộc chiến thượng lưu trong vai Bae Ro-na - Park Gyu-young – Sweet Home: Thế giới ma quái trong vai Yoon Ji-soo - Lee Joo-young – Times: Thời khắc sinh tử trong vai Seo Jung-in - Choi Sung-eun – Vượt ra tội ác trong vai Yoo Jae-yi                     |
| Nam nghệ sĩ tạp kỹ xuất sắc nhất | Nữ nghệ sĩ tạp kỹ xuất sắc nhất |
| - Lee Seung-gi – Quản gia, Lật tẩy, Sing Again, Twogether, - Moon Se-yoon – 2 Ngày & 1 Đêm, Delicious guys - Shin Dong-yup – Immortal Songs: Singing the Legend, My Little Old Boy - Yoo Jae-suk – How Do You Play?, Sixth Sense - Jo Se-ho – You Quiz on the Block                                                               | - Jang Do-yeon – I Live Alone, Don't be the First One! - Kim Sook – Where Is My Home, Love Naggers - Song Eun-i – Long Live Independence, Problem Child in House - Jaejae – Long Live Independence, Girls’ High School Mystery Class - Hong Hyun-hee – Omniscient Interfering View, My Golden Kids                                     |
| Biên kịch xuất sắc nhất | Thành tựu kỹ thuật xuất sắc nhất |
| - Kim Su-jin – Vượt ra tội ác - Kim Eun-jung – Gia đình xa lạ - Yoo Jung-hee – Hoa của quỷ - Jo Yong – Điên thì có sao - Ha Myung-hee – Ký sự thanh xuân | - Cho Sang-kyung (Thiết kế trang phục) – Điên thì có sao - Lee Byung-joo (Hiệu ứng hình ảnh) – Sweet Home: Thế giới ma quái - Jang Jong-kyung (Quay phim) – Vượt ra tội ác - Choi Jung-yoon (Âm nhạc) – The Stage of Legends: Archive K - Đội ngũ VFX của Trung tâm thiết kế MBC (Thực tế ảo) – VR Documentary Meeting People (mùa 2)  |

#### Chương trình truyền hình giành nhiều danh hiệu nhất
Các chương trình truyền hình sau đây đã giành được nhiều giải thưởng nhất:
| Giải thưởng | Chương trình truyền hình |
| ----------- | ------------------------ |
| 3           | Vượt ra tội ác           |
| 2           | Điên thì có sao          |

#### Chương trình truyền hình nhận được nhiều đề cử nhất
Các chương trình truyền hình sau đây đã nhận được nhiều đề cử nhất:
| Đề cử | Chương trình truyền hình        |
| ----- | ------------------------------- |
| 8     | Vượt ra tội ác                  |
| 8     | Điên thì có sao                 |
| 5     | Hoa của quỷ                     |
| 5     | Cuộc chiến thượng lưu           |
| 3     | Hoạt động ngoại khóa            |
| 3     | Gia đình xa lạ                  |
| 3     | Sweet Home: Thế giới ma quái    |
| 2     | Tập tành làm mẹ                 |
| 2     | Hangout with Yoo                |
| 2     | Chàng hậu                       |
| 2     | Sông đón trăng lên              |
| 2     | The Stage of Legends: Archive K |
| 2     | You Quiz on the Block           |
| 2     | Vincenzo                        |

### Sân khấu kịch
| Baeksang Play | Vở kịch ngắn hay nhất |
| - We are (No) Jokes – Sân khấu kịch Geugdan - Heads With Hieroglyphic Hats – Sân khấu kịch Dong - The Story of Wang Seogae – Sân khấu kịch Baeda - Yoon Hye-suk (đạo diễn) – Dry Land - Lee Yang-gu (biên kịch) – Unavoidable Curtain, On Another Road | - Jeong Jin-sae (đạo diễn và biên kịch) – 2021 University Academic Proficiency Test Integrated Social Exploration Area - Ko Joo-young (lên kế hoạch) – Drama Practice 3 Playwriting Practice: Dying with a Fish - Kim Pung-nyeon (đạo diễn và biên kịch) – I Scratched My Knee and My Armpit was Sore - I'm Not Sorry If It Hurts – Sân khấu kịch Dareunmomdeul - 2020 Daughters of Megalia – Sân khấu kịch Medusa |
| Nam diễn viên chính xuất sắc nhất | Nữ diễn viên chính xuất sắc nhất |
| - Choi Soon-jin – We are (No) Jokes - Park Wan-kyu – Faust Ending - Ahn Byung-sik – XXL Leotard Anna Sui Hand Mirror - Lee Sang-hong – Tragedy of X | - Lee Bong-ryun – Hamlet - Kim Moon-hee – Heads With Hieroglyphic Hats - Kim Jong-eun – Painter - Jo Kyung-ran – We are (No) Jokes - Choi Hee-jin – Love Letter to Stalin |

### Giải thưởng đặc biệt
| Giải thưởng                   | Người nhận  |
| ----------------------------- | ----------- |
| TikTok Popularity Award (Nam) | Kim Seon-ho |
| TikTok Popularity Award (Nữ)  | Seo Yea-ji  |

## Người trao giải và trình diễn
Các cá nhân và nhóm sau đây, được liệt kê theo thứ tự xuất hiện, vai trò của họ được phân chia ra, có thể là người trao giải thưởng, trình diễn âm nhạc hoặc diễn kịch.

### Người trao giải
| Nghệ sĩ                          | Vai trò |
| -------------------------------- | --- |
| Ahn Hyo-seop và Kim Da-mi        | Trao giải cho hạng mục Nam diễn viên mới xuất sắc nhất – Truyền hình và Nữ diễn viên mới xuất sắc nhất – Truyền hình                                  |
| Park Myung-hoon và Kang Mal-geum | Trao giải cho hạng mục Nam diễn viên mới xuất sắc nhất – Điện ảnh, Nữ diễn viên mới xuất sắc nhất – Điện ảnh và Đạo diễn mới xuất sắc nhất – Điện ảnh |
| Kim Ji-seok và Jung So-min       | Trao giải cho hạng mục Thành tựu kỹ thuật xuất sắc nhất – Truyền hình và Thành tựu kỹ thuật xuất sắc nhất – Điện ảnh                                  |
| Jung-woo và Oh Yeon-seo          | Trao giải cho hạng mục Biên kịch xuất sắc nhất – Phim truyền hình và Biên kịch xuất sắc nhất – Điện ảnh                                               |
| Kim Je-Hyung                     | Trao giải cho hạng mục Best Short Play |
| Oh Jung-se và Kim Sun-young      | Trao giải cho hạng mục Nam diễn viên phụ xuất sắc nhất – Truyền hình và Nữ diễn viên phụ xuất sắc nhất – Truyền hình                                  |
| Lee Kwang-soo và Kim Sae-byuk    | Trao giải cho hạng mục Nam diễn viên phụ xuất sắc nhất – Điện ảnh và Nữ diễn viên phụ xuất sắc nhất – Điện ảnh                                        |
| Lee Jun-ho và Lee Se-young       | Trao giải cho hạng mục Chương trình giải trí xuất sắc nhất và Chương trình giáo dục xuất sắc nhất                                                     |
| Seo In-guk và Park Bo-young      | Đạo diễn xuất sắc nhất – Truyền hình và Đạo diễn xuất sắc nhất – Điện ảnh                                                                             |
| Jung Il-woo và Kwon Yu-ri        | Trao giải cho hạng mục TikTok Popularity Awards cho Nam diễn viên được yêu thích nhất và Nữ diễn viên được yêu thích nhất                             |
| Yoo Jae-suk và Park Na-rae       | Trao giải cho hạng mục Nam nghệ sĩ tạp kỹ xuất sắc nhất và Nữ nghệ sĩ tạp kỹ xuất sắc nhất                                                            |
| Baek Suk-gwang và Kim Jung       | Trao giải cho hạng mục Nam diễn viên chính xuất sắc nhất – Sân khấu kịch và Nữ diễn viên chính xuất sắc nhất – Sân khấu kịch                          |
| Kang Ha-neul và Kim Hee-ae       | Trao giải cho hạng mục Nam diễn viên chính xuất sắc nhất – Truyền hình và Nữ diễn viên chính xuất sắc nhất – Truyền hình                              |
| Lee Byung-hun và Jeon Do-yeon    | Trao giải cho hạng mục Nam diễn viên chính xuất sắc nhất – Điện ảnh và Nữ diễn viên chính xuất sắc nhất – Điện ảnh                                    |
| Shin Yoo-chung                   | Trao giải cho hạng mục Baeksang Play Award |
| Yoo Jae-myung và Han Ye-ri       | Trao giải cho hạng mục Phim truyền hình xuất sắc nhất và Phim điện ảnh xuất sắc nhất                                                                  |
| Go Hyun-jung                     | Trao giải cho hạng mục Daesang – Truyền hình |
| Jeongdo Hong và Bong Joon-ho     | Trao giải cho hạng mục Daesang – Điện ảnh |

### Trình diễn
| Nghệ sĩ                     | Vai trò   | Tiết mục trình diễn                                                     |
| --------------------------- | --------- | ----------------------------------------------------------------------- |
| Choi Baek-ho và Lee Do-hyun | Biểu diễn | "Two Hands, to You (feat. Choi Baek-ho)" (두 손, 너에게 (Feat. 최백호)) |